# Väster-Rotsjön, Jämtland
Väster-Rotsjön är en sjö i Bräcke kommun i Jämtland och ingår i Ljungans huvudavrinningsområde. Sjön har en area på 0,29 kvadratkilometer och ligger 339,1 meter över havet.

## Delavrinningsområde
Väster-Rotsjön ingår i det delavrinningsområde (698073-149976) som SMHI kallar för Utloppet av Västra Rotsjön. Medelhöjden är 378 meter över havet och ytan är 10,55 kvadratkilometer. Det finns inga avrinningsområden uppströms utan avrinningsområdet är högsta punkten. Vattendraget som avvattnar avrinningsområdet har biflödesordning 4, vilket innebär att vattnet flödar genom totalt 4 vattendrag innan det når havet efter 152 kilometer. Avrinningsområdet består mestadels av skog (67 procent) och sankmarker (25 procent). Avrinningsområdet har 0,34 kvadratkilometer vattenytor vilket ger det en sjöprocent på 3,2 procent.